# Wyspa skarbów
Wyspa skarbów (ang. Treasure Island) – powieść przygodowa autorstwa szkockiego pisarza Roberta Louisa Stevensona opowiadająca o losach piratów, poszukujących ukrytego skarbu. Po raz pierwszy wydano ją w całości w roku 1883, natomiast w latach 1881–1882 ukazywała się w odcinkach w czasopiśmie dla dzieci „Young Folks”. Stevenson wpadł na pomysł napisania Wyspy skarbów, kiedy dla zabawy narysował swojemu dwunastoletniemu przybranemu synowi Lloydowi Osbourne’owi mapę i jednocześnie wymyślił objaśniającą ją historyjkę o piratach. Następnie zaczął sukcesywnie pisać przygodową opowieść, która ukazywała się w odcinkach w periodyku dla dzieci.
Powieść była kilkanaście razy ekranizowana.

## Treść
Bohaterem książki jest Jim Hawkins, chłopiec, który pracuje w tawernie „Admiral Benbow”. Bierze on udział w wyprawie osób poszukujących – na podstawie tajemniczej mapy – skarbu legendarnego kapitana piratów Flinta. Wśród załogi statku znajdują się dawni towarzysze Flinta, którzy pragną odzyskać utracone łupy. 
Z tej popularnej książki pochodzi większość znanych wyobrażeń i mitów o piratach, w tym ikoniczna postać pirata – Długiego Johna Silvera, kucharza okrętowego, z drewnianą nogą, a także tzw. „czarna plama” i sławna piosenka o „Umrzyka Skrzyni”.
Jej znany refren brzmiał:
Piętnastu chłopa na „Umrzyka Skrzyni”
Jo ho ho! I butelka rumu.
Piją na umór! Resztę czart uczyni!
Jo ho ho! I butelka rumu.

## Prequelimidquel
Wielka popularność „Wyspy skarbów” spowodowała, że amerykański pisarz A.D. Howden Smith napisał powieść „Złoto z Porto Bello” („Porto Bello Gold” 1924, wyd. polskie 1926), opisującą wydarzenia poprzedzające fabułę „Wyspy Skarbów” – jej treść wyjaśnia, skąd na wyspie wzięły się tytułowe skarby. Choć nie dorównała popularnością oryginałowi, powieść Howdena Smitha była również wydana wielokrotnie w wielu krajach, w tym w Polsce.
Alternatywną wersję stanowią „Przygody Bena Gunna” („Adventures of Ben Gunn” 1956, wyd. polskie 1976, tłum. Krystyna Tarnowska) opowiedziane przez Bena Jimowi po powrocie z Wyspy Skarbów. Jak zaznaczył autor powieści, brytyjski pisarz i dramaturg Ronald Frederick Delderfield: ta książka nie jest dalszym ciągiem „Wyspy Skarbów” ani nie jest – ufam – jej kiepskim naśladownictwem. Jest raczej uzupełnieniem, i to takim, sądzę, które Stevenson mógłby zaaprobować przynajmniej jako pomysł.

## Nawiązania w kulturze

### Ważniejsze ekranizacje filmowe i telewizyjne
- Wyspa skarbów – amerykański film niemy z 1920 roku
- Wyspa skarbów – amerykański film z 1934 roku
- Wyspa skarbów – radziecki film z 1938 roku
- Wyspa skarbów – amerykański film z 1950 roku
- Muppety na Wyspie Skarbów – amerykański film z 1996 roku
- Dzieci wśród piratów – japoński film animowany z 1971 roku
- Wyspa skarbów – niemiecko-włosko-hiszpańsko-francusko-brytyjski film z 1972 roku
- Wyspa skarbów – radziecki trzyczęściowy film z 1982 roku
- Wyspa skarbów – francusko-chilijski film z 1985 roku
- Wyspa skarbów – australijski film animowany z 1987 roku
- Wyspa skarbów – radziecki film animowany z 1988 roku
- Wyspa skarbów – amerykańsko-brytyjski film z 1990 roku
- Legendy Wyspy Skarbów – brytyjski serial animowany z 1993 roku
- Wyspa skarbów – kanadyjski film z 1999 roku
- Wyspa skarbów – amerykański film animowany z 2002 roku
- Planeta skarbów – amerykański film animowany z 2002 roku
- Wyspa skarbów – niemiecki film z 2007 roku
- Wyspa skarbów – brytyjsko-irlandzki dwuczęściowy miniserial z 2012 roku

### Inne
Serial Piraci luźno nawiązuje do Wyspy skarbów oraz jej prequela pt. Złoto z Porto Bello. Występują w nim takie postacie jak John Silver, Billy Bones, czy Kapitan Flint.